# 永友聖也
永友 聖也（ながとも せいや、1976年2月22日 - ）は、日本のミュージシャンである。ロックバンドキャプテンストライダムのボーカリスト兼ギタリスト。宮崎県北諸県郡（現・都城市）出身。

## 来歴
1976年2月22日に宮崎県北諸県郡（現・都城市）に生まれる。
1996年春に宇都宮大学に入学し、バンドサークルに入部。1998年に環境分析を取り扱う会社に就職し、永友はダイオキシン分析室に勤務していた。1999年に永友と同じくバンドサークルの部員だった梅田啓介とバンド「キャプテンストライダム」を結成。後に菊住守代司が加入。2001年冬頃にダイオキシン分析室を退職し、バンド活動に専念。
2003年にシングル『マウンテン・ア・ゴーゴー』で、キャプテンストライダムのメンバーとしてデビューし、2ndシングル『マウンテン・ア・ゴーゴー・ツー』でメジャーデビューを果たす。
2010年4月にキャプテンストライダムが活動休止。同年より池田貴史、辻香織と共に3人組ユニット「ARUYO」としての活動を開始。同ユニットでは「永友アルヨ」名義で活動していた（現在は活動休止中）。同年12月15日に発売されたDECO*27の2ndアルバム『愛迷エレジー』にギターで参加。　
2011年に元BEAT CRUSADERSのカトウタロウと2人組ユニット「永友タロウ」結成。同年4月20日に発売されたDaisy×Daisyの2ndシングル『防衛本脳/Evidence』の1曲目「防衛本脳」に演奏で参加。
2012年8月27日にスタートしたミュージカル『ヘドウィグ・アンド・アングリーインチ』（森山未來・後藤まりこ出演）の大阪公演・名古屋公演・福岡公演・東京公演にバンドメンバーの一人（ギタリスト）として出演。
2014年に永友タロウの初の音源『永友タロウ vol.1』を発表。
2016年8月24日に「永友タロウ×トーキョーキラー」としてミニアルバム『同級生キラー』でデビューした。
この他にもワタナベイビー（ホフディラン）とのユニット「ジングルズ」、n umaとのオカルトトーク&ソングユニット「OBAKE」としても活動している。また、ソロとしてはライブ活動の他、『おかあさんといっしょ』や企業のCMなどの楽曲提供や演奏をしている。

## 人物
- 広島東洋カープのファン[11]。キャプテンストライダムの楽曲「マウンテン・ア・ゴーゴー」の歌詞にもなっている。

## 作品
※キャプテンストライダムの作品についてはキャプテンストライダム#ディスコグラフィを参照。

### 永友タロウ
CD-R
| 枚  | 発売日         | タイトル         | 収録曲                        |
| --- | -------------- | ---------------- | ----------------------------- |
| 1st | 2014年10月14日 | 永友タロウ vol.1 | 1. 失敗パーマネント 2. 福田荘 |
| 2nd | 2014年12月6日  | 永友タロウ vol.2 | 1. 毎日カレー 2. T-LADY       |

永友タロウ×トーキョーキラー
| 枚       | 発売日        | タイトル     | 収録曲 | 規格 | 規格品番 | レーベル         |
| -------- | ------------- | ------------ | --- | ---- | -------- | ---------------- |
| 1st Mini | 2016年8月24日 | 同級生キラー | 1. 同級生キラー（永友タロウ×トーキョーキラー） 2. パイプライン（トーキョーキラー） 3. 銭ゲバ（トーキョーキラー） 4. 既読スルー（永友タロウ） 5. 鼻持ちならぬ上司（永友タロウ） 6. はじめまして（永友タロウ×トーキョーキラー） | CD   | SOTM-001 | サオトメレコード |

### 参加作品
| 発売日         | タイトル          | アーティスト | 規格品番  | 収録曲                  | 備考         |
| -------------- | ----------------- | ------------ | --------- | ----------------------- | ------------ |
| 2010年12月15日 | 愛迷エレジー      | DECO*27      | XECJ-1011 |                         | ギターで参加 |
| 2011年4月20日  | 防衛本脳/Evidence | Daisy×Daisy  | PCCA-3386 | 1. 防衛本能             | 演奏で参加   |
| 2011年7月27日  | ライトラグ        | DECO*27      | XECJ-9013 | 1. ライトラグ 2. 砂時計 | ギターで参加 |

### その他
- 花王「リキッドファンデーション」Tシャツ篇 - 曲名不明。音楽を担当[12]。
- いつもそばに、ずっと。 - コメリ企業ソング。作曲と歌を担当[13]。
- 「ひとくちどうわ」（NHK教育テレビ『おかあさんといっしょ』内コーナー） - 音楽を担当[14]。

## 出演

### テレビ
- スペースシャワーTV開局25周年特別番組“25時間テレビ”（2014年11月29日 - 30日、スペースシャワーTV）[15]

### 舞台
- ヘドウィグ・アンド・アングリーインチ（2012年）
  - 大阪公演（9月14日 - 17日、Zepp Namba）
  - 愛知公演（9月22日 - 23日、Zepp Nagoya）
  - 福岡公演（9月25日 - 26日、Zepp Fukuoka）
  - 東京公演（9月28日 - 30日、Zepp DiverCity TOKYO）